# Sara Wedlund
Sara Christina Wedlund (Stoccolma, 27 dicembre 1975 – Stoccolma, 11 giugno 2021) è stata una mezzofondista svedese.

## Biografia
Sara è nata nel quartiere Vällingby di Stoccolma in Svezia e ha giocato a calcio per tutta la sua infanzia. Ha iniziato l'atletica leggera all'età di 13 anni, ma ha sviluppato l'anoressia
Nel 1995, all'età di 19 anni, ha stabilito tre record nazionali sui 5000 metri piani, l'ultimo classificandosi nona ai campionati mondiali a Göteborg con 15'08"36. Sara ha vinto anche l'argento ai campionati europei di corsa campestre ad Alnwick.
L'anno successivo divenne campionessa nazionale indoor sui 1500 metri piani e sui 3000 metri piani e vinse l'argento sui 3000 m ai campionati europei indoor a Stoccolma con il suo terzo record nazionale di 8'50"32. Diventò poi campionessa svedese di corsa campestre e dei 5000 m piani. Ai Giochi Olimpici di Atlanta è arrivata undicesima nei 5000 m, e ai campionati europei di corsa campestre di Charleroi ha vinto l'oro dopo che la rumena Iulia Negură, prima classificata, è stata squalificata per doping.
A partire dal 1997 una serie di infortuni e gli effetti dell'anoressia, da lei non del tutto superata, per la quale era stata ricoverata da adolescente, le hanno successivamente impedito di tornare definitivamente alle competizioni.
È morta a Stoccolma nel giugno 2021 all'età di 45 anni.

## Record nazionali
Seniores
- 5000 metri piani pista corta: 15'06"49 ( Stoccolma, 25 febbraio 1996)

## Palmarès
| Anno                           | Manifestazione | Sede      | Evento       | Risultato | Prestazione | Note             |
| ------------------------------ | -------------- | --------- | ------------ | --------- | ----------- | ---------------- |
| In rappresentanza della Svezia |                |           |              |           |             |                  |
| 1995                           | Mondiali       | Göteborg  | 5000 m piani | 9ª        | 15'08"36    | [ 7 ]            |
| 1995                           | Europei cross  | Alnwick   | Corsa senior | Argento   | 14'07"      |                  |
| 1996                           | Europei indoor | Stoccolma | 3000 m piani | Argento   | 8'50"32     | Record nazionale |
| 1996                           | Olimpiade      | Atlanta   | 5000 m piani | 11ª       | 15'22"98    |                  |
| 1996                           | Europei cross  | Charleroi | Corsa senior | Oro       | 17'04"      | [ 8 ]            |

## Campionati nazionali
- 1 volta campionessa nazionale svedese dei 5000 metri piani (1996)
- 1 volta campionessa nazionale svedese indoor dei 1500 metri piani (1996)
- 1 volta campionessa nazionale svedese indoor dei 3000 metri piani (1996)

1996
- Oro ai campionati svedesi indoor (Borlänge), 1500 m piani - 4'22"40
- Oro ai campionati svedesi indoor (Borlänge), 3000 m piani - 9'00"94
- Oro ai campionati svedesi (Karlskrona), 5000 m piani - 15'47"12

## Altre competizioni internazionali
1995
- Bronzo al DN Galan, ( Stoccolma), 5000 m piani - 15'10"26  [9]

1995
- 8ª al DN Galan, ( Stoccolma), 5000 m piani - 15'06"90  [10]

- 11ª al Memorial Van Damme, ( Bruxelles), 5000 m piani - 16'06"57 [11]